# Mateusz Matczak
Mateusz Matczak (né le 12 août 1989 à Łódź) est un nageur polonais, spécialiste de nage libre et de 4 nages.
Son club sportif est le MKS Trójka Łódź, où il est entraîné par Marek Młynarczyk. Il remporte le titre du 400 m lors des Championnats du monde juniors de natation 2006.
Il remporte deux médailles d'or et une médaille d'argent lors des Championnats d'Europe juniors de natation 2007 à Anvers.
Il bat le record de Pologne du 400 m nage libre lors de l'Universiade d'été de 2009 à Belgrade.